# Stephen Poliakoff

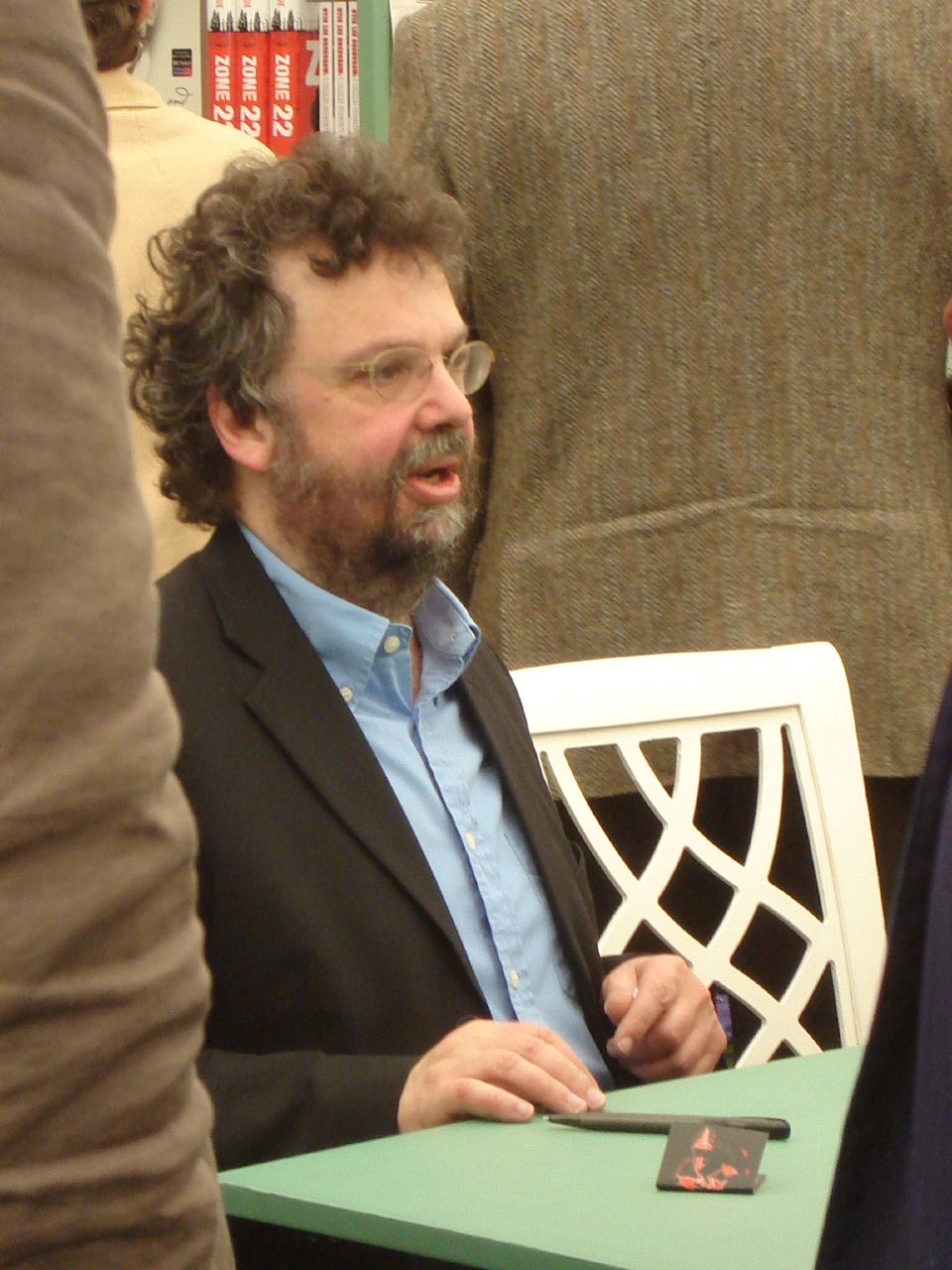
Stephen Poliakoff

Stephen Poliakoff (* 1. Dezember 1952 in London) ist ein britischer Dramatiker, Autor und Regisseur.

## Leben
Der Sohn eines russisch-jüdischen Vaters und einer englisch-jüdischen Mutter begann bereits als Teenager mit dem Schreiben von Stücken und studierte später an der Universität von Cambridge. Er erzielte erstmals 1975 Aufmerksamkeit mit den beiden Theaterstücken „Hitting Town“ und „City Sugar“, welche sich an die jungen Stadtbewohner in einem Großbritannien der Einkaufszentren und des Konsums wendete. Darauf folgten einige Stücke mit dem gleichen Thema, während „Breaking the Silence“ (1984), das in der Zeit nach der russischen Oktoberrevolution angesiedelt ist, als sein bestes Stück gilt. „Coming Into Land“ (1987) befasst sich mit einem weiblichen polnischen Flüchtling, die ihr Glück in Großbritannien sucht. Andere Theaterstücke waren u. a. „Shout Across the River“ (1978), „Sienna Rde“ (1992) und „Remember This“ (1999).
Neben Bühnenstücken schrieb er auch Fernsehspiele wie „Caught on a Train“ (1980). Sein Debüt als Filmregisseur machte er 1987 mit „Hidden City“ und verfilmte 1991 auch sein Stück „Hitting Town“ unter dem Titel „Close My Eyes“. Seine gesammelten Werke gab er in den Jahren 1989, 1994 und 1998 unter den Titeln „Plays One, Plays Two, Plays Three“ heraus.
Sein Bruder ist der Chemiker Martyn Poliakoff.

## Filmografie (Auswahl)

### Als Regisseur
- 1988: Die geheime Seite der Stadt (Hidden City)
- 1991: Schließe meine Augen, begehre oder töte mich (Close My Eyes)
- 1993: Century
- 1997: Food of Love
- 1998: The Tribe
- 1999: Shooting the Past
- 2003: The Lost Prince (BBC-Zweiteiler)
- 2005: Friends & Crocodiles
- 2005: Gideon’s Daughter
- 2009: Glorious 39

### Als Drehbuchautor
- 1979: Blutige Streiche (Bloody Kids)
- 1985: Die doppelte Welt
- 1988: Die geheime Seite der Stadt (Hidden City)
- 1991: Schließe meine Augen, begehre oder töte mich (Close My Eyes)
- 1993: Century
- 1998: The Tribe
- 1999: Shooting the Past
- 2003: The Lost Prince (BBC-Zweiteiler)
- 2005: Friends & Crocodiles
- 2005: Gideon’s Daughter
- 2009: Glorious 39